# معهد دون بوسكو
معهد السالزيان دون بوسكو هو مدرسة ثانوية فنية إيطالية معترف بها في مصر والخارج.
يدرس الطالب فيها باللغات : الإيطالية، الإنجليزية، العربية.
المهمة: تدريب جيل من الشباب من الطبقات الوسطى في البلاد من خلال مسار تعليمى مدته خمس أو ثلاث سنوات فني أو صناعي يعادل نفس معايير التدريب والتاهيل لدى المعاهد العليا الإيطالية ذات جودة عالية في التدريب التقني وذلك من خلال توفير واعطاء شهادة مؤهل معترف بها من وزارة التربية والتعليم الإيطالية وجماعة الاتحاد الأوروبي و الحكومة المصرية.
توفر مختبرتنا ومعاملنا للطلاب معظم وسائل التعلم الحديثة وأحدث التقنيات للتعلم بسهولة.
يتم التعاون الوثيق مع أكثر الشركات الوطنية والدولية الهامة الحالية في مصر، حيث في كل عام يتم وصول الكثير من الطلبات إلى المعهد للاستعانة بطلابنا لوضعها في القوى العاملة ومجال العمل لديهم كفنيين ماهرين ومتمرسين.
الاتفاق مع هذه الشركات يسمح لنا أن نعرف في الوقت الحالى احتياجات السوق الفعلية وذلك يسمح لنا بتطوير طرق التعليم الفاعلة، التي يتم تحديثها سنويا، في تجهيز وتاسيس جميع الطلاب لاحتيجايات سوق العمل.
يقدم المعهد الكثيرمن الدورات الحرة في المجالات التكنولوجية المختلفة لدعم مطالب الشركات المحلية.
التدريب التقني«الفنى والصناعى» الذي يقدمه المعهد يتيح الوصول السريع والآمن إلى مجال العمل.

## النظام التعليمي
يعمل المعهد على نظام إعداد فنيين (نظام الخمس سنوات ITI) وتقنيين (نظام الثلاث سنواتIPI ) ذو كفاءة عالية

### نظام الخمس سنوات ITI
تهدف المرحلة الفنية خلال فترة الخمس سنوات إلى اعداد فنيين (مساعد مهندس) ذو عقلية فنية وكفاءة عالية.
التخصصات المتاحة :
- كهرباء وإلكترونيات (قادر على فهم كتيبات الاستخدام الخاصة بمختلف الآلات، اعداد تقارير موجزة بمختلف اللغات. كما انه قادر على اختبار وإدارة ومراقبة النظم الكهربائية الأكثر تعقيداً، بالإضافة إلى تصميم وانتاج نظم كهربائية . تحليل وتفسير المشاكل الانتاجية والادارية والتجارية بالشركة).

- ميكانيكا وميكاترونيكس(قادر على قراءة التصميمات الفنية والرسومات الهندسية الخاصة بالمنشأت الصناعية، تصميم بعض القطع الميكانيكية، تركيب وصيانة المعدات. كما انه قادر على استخدام تكنولوجيا المعلومات للمشاركة في إدارة التحكم في العملية الصناعية. تحليل وتفسير المشاكل الانتاجية والادارية والتجارية بالشركة).

- تكنولوجيا المعلومات والحاسب الآلي (يتقن لغات البرمجة وإدارة الشبكات، إنتاج وإدارة البرمجيات، تشغيل أنظمة معالجة البيانات، نقل المعلومات، ينفذ ويصمم استراتيجيات لحل احتياج الشركات، وضع اجراءات مخصصة للانظمة المختلفة للحصول على البيانات وإدارة ومعالجة قاعدة البيانات) ----- قسم جديد -----

### نظام الثلاث سنوات IPI
تهدف المرحلة الصناعية خلال فترة الثلاث سنوات إلى اعداد تقنيين متخصصين ذو مهارات عالية.
التخصصات المتاحة:
- كهرباء (يختبر ويعالج صيانات الخطوط واللوحات الكهربائية والمعدات الالية الخاصة بالتحكم، وقادر على تنفيذ واصلاح الشبكات الكهربائية والاليات ذات النوع الرقمي PLC. كما انه يعرف مبادى التشغيل واستخدمات الماكينات الكهربائية. بالإضافة إلى ذلك يدرس كيفية تركيب وحدات الطاقة الشمسية).

- ميكانيكا خراطة (تصميم القطع الميكانيكية ايضاً باستخدام التحكم الرقمى CNC ، العمل على ماكينات مبرمجة وغير مبرمجة، صيانة وتركيب اجهزة التشغيل، يعرف ايضاً العناصر العامة للالكترونيات والحاسب الإلى لاستخدامها في التحكم الإلى، القدرة على قراءة التصميمات الفنية)

- ميكانيكا سيارات (قادر على فك وتركيب الاجزاء الميكانيكية للسيارة، القيام بعمل عمره للمحرك، استخدام جهاز كشف الاعطال. كما انه قادر على معالجة اعطال السيارة، اتقان الرسم الفني).

- ميكانيكا خراطة ولحام (يجيد جميع أنواع اللحام : اكسجين وكهرباء ولحام انابيب بترول، لحام ثانى اكسيد الكربون وارجون . تجهيز وتركيب معدات اللحام اتقان الرسم الفنى، تصنيع اثاثات معدنية، يعرف ايضاً العناصر العامة من الحاسب [1]